# Augocoris gomesii
Augocoris gomesii är en insektsart som beskrevs av Hermann Burmeister 1835. Augocoris gomesii ingår i släktet Augocoris och familjen sköldskinnbaggar. Inga underarter finns listade i Catalogue of Life.